# Heura Metzinosa (personatge)
Heura Metzinosa o Heura Letal (anglès: Poison Ivy) és un personatge de ficció que apareix en còmics publicats per DC Comics, habitualment en associació amb el superheroi Batman, creat per Robert Kanigher i Sheldon Moldoff. El personatge va debutar a Batman # 181 (juny de 1966). El seu nom real és Pamela Lillian Isley.
Heura Metzinosa ha estat retratada com un interès amorós de Batman i és coneguda per la seva infatuació amb ell. Ha col·laborat de vegades amb altres vilans, com Catwoman o Harley Quinn, la seva amiga íntima, recurrent i interès romàntic. És una botànica de la Gotham City obsessionada amb les plantes, l'extinció ecològica i l'ambientalisme. L'Heura sol portar un vestit verd d'una sola peça adornat amb fulles i sovint té vinyes vegetals que s'estenen per les seves extremitats. Utilitza toxines vegetals i feromones controladores de la ment per a les seves activitats criminals, que normalment tenen com a objectiu la protecció d'espècies en perill d'extinció i el medi natural. Originalment es va caracteritzar com a supervillana, però a partir del New 52 i DC Rebirth, ha estat periòdicament representada com a antiheroïna, fent sovint les coses equivocades per les raons correctes.
Heura Metzinosa és un dels enemics més perdurables de Batman, pertanyent al col·lectiu d'adversaris que formen la galeria de Batman. Ha participat en moltes adaptacions relacionades amb Batman. Uma Thurman va interpretar el personatge a Batman & Robin, i Clare Foley, Maggie Geha i Peyton List la van interpretar a Gotham. També ha estat doblada per Diane Pershing a DC animated universe, Piera Coppola a la sèrie d'animació The Batman, Tasia Valenza per a la franquícia de videojocs Batman: Arkham City i per Riki Lindhome a Batman. La Lego pel·lícula.

## Historial de publicacions
Heura Metzinosa va ser creat per Robert Kanigher i Sheldon Moldoff, i el personatge va aparèixer per primera vegada a Batman nº 181, publicat el 19 d'abril de 1966 (amb data de portada de juny de 1966). Robert Kanigher la va modelar originalment a partir de Bettie Page, donant-li el mateix tall i la mateixa aparença.
El personatge es va inspirar en part en el conte "Rappaccini's Daughter" de Nathaniel Hawthorne, sobre una donzella que tendeix un jardí de plantes verinoses; ella es fa resistent als verins, però es torna verinosa per als altres. Segons Octavio Paz, les fonts de la història de Hawthorne es troben a l'Antiga Índia. A l'obra Mudrarakshasa, un dels dos rivals polítics empra el regal d'una visha kanya, una bella noia que s'alimenta de verí. Aquest tema de dona transformat en un vial de verí és popular en la literatura índia i apareix a les Puranas. Des de l'Índia, la història va passar a Occident i va contribuir al Gesta Romanorum, entre altres textos. Al segle xvii, Robert Burton va recollir el conte a L'anatomia de la melancolia i li va donar un personatge històric, quan el rei de l'Índia Porus envia a Alexandre el Gran una nena plena de verí.
Després de l'aparició inicial del personatge, Heura Metzinosa va continuar apareixent en els diversos còmics de Batman i va tenir un paper important en la minisèrie Black Orchid. El personatge no va tenir un origen en les seves primeres aparicions durant els anys seixanta; ella no era més que una temptadora. Més tard es va escriure una història d'origen per a ella. Heura Metzinosa es representa normalment amb cabells llargs que flueixen, vinyes vegetals que s'estenen sobre el coll o les extremitats i un vestit verd d'una sola peça adornat amb fulles.

## Biografia del caràcter fictici

### Pre-crisi
Lillian Rose, doctora és una botànica prometedora que Marc LeGrande ha convençut perquè l'ajudi amb el robatori d'un artefacte egipci que conté herbes antigues. Tement que l'implicaria en el robatori, ell intenta enverinar-lo amb les herbes, que són mortals i intractables. Sobreviu a aquest intent d'assassinat i descobreix que ha adquirit una immunitat a totes les toxines i malalties naturals

### Postcrisi
Després dels esdeveniments del còmic de la sèrie DC DC Crisis on Infinite Earths, que va connectar massivament la història i la continuïtat de l'Univers DC, els orígens d'Heura Metzinosa van ser revisats a Secret Origins #36, 1988, escrit per Neil Gaiman. El nom real d'Heura Metzinosa és la doctora Pamela Lillian Isley, doctora, botànica de Gotham City. Es fa adinerada amb pares llunyans emocionalment i posteriorment estudia bioquímica botànica avançada en una universitat amb Alec Holland sota el Dr. Jason Woodrue. Isley, una noia tímida, és fàcilment seductora pel seu professor. Woodrue injecta Isley amb verins i toxines com a experiment, provocant-ne la transformació. Va morir gairebé dues vegades com a conseqüència d'aquestes intoxicacions, provocant-ne la bogeria. Més tard, Woodrue fuig de les autoritats deixant Isley a l'hospital durant sis mesos. Enfadada davant la traïció, pateix violents canvis d'humor, sent dolça un moment i dolenta al següent. Quan el seu xicot té un accident de cotxe després de patir misteriosament un massiu creixement de fongs, Isley abandona l'escola i abandona Seattle, finalment s'instal·larà a la ciutat de Gotham.
Comença la seva carrera criminal amenaçant de deixar anar les espores sufocants a l'aire a menys que la ciutat compleixi les seves exigències. Batman, que apareix a Gotham aquell mateix any, fa malbé el seu esquema i és empresonada a l'Arkham Asylum. A partir d'aquest moment, té una mena d'obsessió amb Batman, sent l'única persona que no podia controlar a causa de la seva forta voluntat i enfocament. Amb els anys, desenvolupa superpoders semblants a les plantes, la més notable és una toxina letal als llavis; literalment és capaç de matar amb un petó.
En qüestions posteriors, ella afirma que només va començar una vida de crim per aconseguir fons suficients per trobar un lloc on estar sola amb les seves plantes, no molestada per la humanitat. Uns anys més tard, intenta abandonar Gotham per sempre, escapant d'Arkham per instal·lar-se en una illa deserta del Carib. Ella transforma els àrids terrenys en un segon Edèn, i és, per primera vegada a la seva vida, feliç. Aviat és bombardejada, però, quan una corporació de propietat nord-americana posa a prova els seus sistemes d'armes en allò que pensen que és una illa abandonada. Ivy torna a Gotham amb una venjança, castigant els responsables. Després de ser capturada per Batman de bon grat, ella resol que mai no pot sortir de Gotham, almenys fins que el món no estigui segur per a les plantes. A partir de llavors, es dedica a la impossible missió de "purificar" Gotham.
En un moment donat, Batman viatja a Seattle per conèixer informació sobre la vida de Pamela Isley abans de convertir-se en Heura Metzinosa. Aquí, Batman afirma que els dos pares de Pamela han mort. Quan i per què van morir s'ha deixat indeterminat.
Mentre es troba a Arkham, Heura Metzinosa rep un missatge a través de flors que algú li ajudarà a escapar. Aquella nit, dues dones, Holly i Eva, van escapar amb èxit a Ivy i la porten de nou a la seva patrona. És menys que feliç de descobrir que és l'Home Florònic, conegut abans com a doctor Jason Woodrue, el seu antic professor universitari que va realitzar els experiments sobre ella. L'única porció humana que li queda és el cap, mentre que la resta del seu cos és vegetal.
Després d'arribar a un acord amb ell als túnels de Gotham, Ivy rep un maleter ple de diners a canvi de mostres del seu ADN. Woodrue té la intenció de combinar el seu ADN per crear un "nen", tot inundant els carrers de Gotham amb marihuana d'alt grau. El propòsit és crear una economia mundial amb cànem i controlar-ne la descendència. Batman intervé, però és vençut per les marques de Woodrue, Holly i Eva. Tot i això, Heura encén l'Home Florònic i deixa Batman anar a lluitar contra el maníac intoxicat. Al final, Batman decapita l'Home Florònic, i Heura s'escapa amb els seus diners.
De vegades, l'Heura demostra trets positius i materns. Quan la Gotham City és destruïda en un terratrèmol i declarada Terra de Ningú, ella domina sobre Robinson Park i la converteix en un paradís tropical en lloc de lluitar per un territori com la majoria dels enemics de Batman. Setze nens orfes durant el terratrèmol vénen a viure amb ella mentre simpatitza amb ells mateixos que han patit una infància traumàtica. Ells els cuiden com a fills i filles, malgrat la seva habitual misantropia. Aquell hivern, Clayface (Basil Karlo) fa una visita a Heura, amb l'esperança de formar un acord amb ella. Això comportaria que cultivaven fruites i verdures, que els orfes les recol·lectessin i que vengués els productes al millor ofertant. No vol res a veure amb el pla i tracta de matar-lo amb un petó. Clayface la domina, però, i empresona Heura i els orfes durant sis mesos a una cambra sota el llac del parc. L'alimenta de sal i l'allunya del sol per debilitar-la. Amb el temps, Batman arriba i descobreix els orfes empresonats i l'Heura. Els dos coincideixen a treballar junts per enderrocar el Karlo. Batman lluita a Clayface i li instrueix a Robin per fer volar el llit del llac per sobre, deixant que l'aigua que es precipiti es desmarqués del fang, alliberant efectivament Heura. Ella lluita contra Karlo, enredant-lo a les branques d'un arbre i fent-li un petó fatal. Després procedeix a enfonsar-lo a terra, on es converteix en fertilitzant per a les plantes de l'Heura. Batman, que inicialment tenia intenció de treure els orfes a Heura, reconeix que quedar-se amb ella és el que és millor per a ells, i romanen a la seva cura fins que es restableixi la ciutat. A més, com a part d'una negociació per mantenir la seva llibertat, Batman ho organitza perquè Heura proporcioni productes frescos a les hordes mortes de fam dels supervivents del terratrèmol. Poc després, Heura troba Harley Quinn, que gairebé havia estat assassinada pel Joker, entre les restes del terratrèmol i la nodreix de salut. Les duess han estat les millors amigues i col·laboradores del crim des de llavors.
Després que la ciutat de Gotham es reobri al públic, l'ajuntament vol desallotjar-la del parc i enviar-la de nou a Arkham Asylum, ja que se sent incòmode amb el pensament d'una "ecoterrorista psicòtica que controli l'equivalent de 30 i escaig illes quadrades". També creuen erròniament que els orfes de la cura d'Heura són ostatges. El departament de policia de la ciutat de Gotham amenaça amb ruixar el parc amb RC Sixty, un poderós herbicida que, amb tota seguretat, hauria matat totes les plantes vives del parc, inclosa l'Heura i que molt probablement faria mal als nens. Heura es nega a abandonar el parc a la ciutat i els deixa destruir el paradís que havia creat, per la qual cosa tria el martiri. Només després que Rose, una de les òrfenes, sigui enverinada per Heura per accident que l'eco-terrorista es lliura a les autoritats per salvar la vida de la noia. Batman diu que, per molt que odia admetre-ho, Heura encara és més humana que planta.
Més endavant, ella i altres personatges de Gotham són manipulats per Enigma i Hush. La seva tasca és hipnotitzar tant a Superman com a Catwoman, utilitzant Catwoman per robar diners de rescat de Killer Croc després que el pla original sigui interromput per Batman mentre Superman serveix de 'guardaespatlles' quan s'amaga a Metròpolis. Tot i això, abandona Catwoman per ser assassinat per Killer Croc, i Batman és capaç de mantenir ocupat a Superman en una lluita (ajudat per l'anell de Kryptonita a qui se li va donar temps enrere) prou perquè l'home d'acer es pogués sortir de l'encanteri. Poc després, Enigma, que és perseguit i atacat per Hush, s'acosta a Heura i busca la seva protecció. Heura, que està enfadada per la manipulació, combat a Enigma físicament i psicològicament. Ve a dominar físicament el seu oponent, humiliant Enigma i trencant temporalment el seu esperit.
Heura Metzinosa arriba a creure que els seus poders estan matant els nens que havia tingut cura, de manera que busca l'ajuda de Bruce Wayne per revertir els seus poders i convertir-la en un ésser humà normal. Poc després, Hush està convençuda de prendre un altre sèrum per restablir els seus poders i aparentment mor en el procés. Tanmateix, a Batman: Gotham Knights, quan la seva tomba és visitada poc després, està coberta d'heura, creant la impressió que la seva mort seria de curta durada.
Poc després, Heura Metzinosa apareix breument a Robinson Park, assassinant dos policies corruptes que van matar un dels seus orfes (tot i que es desconeix si aquest es produeix abans o després de la història abans esmentada).
A "One Year Later", Heura està viva i activa. El seu control sobre la flora ha augmentat, es coneix com a Swamp Thing o Floronic Man. Sembla que també va reprendre la seva croada contra els enemics corporatius de l'entorn amb un nou fanatisme, considerant Batman ja no com a oponent principal, sinó com un "obstacle". Després d'arribar de nou des de fa una absència d'un any, Batman descobreix que Heura ha estat alimentant a persones incloent “amants cansats”, “indulgents incompetents” i aquells que “van tornar el seu somriure” a una planta gegant que digeriria les víctimes lentament i dolorosament. Ella es refereix a aquests assassinats com un "plaer culpable". En un esdeveniment sense precedents, l'ànima de les seves víctimes es fusiona amb la planta, creant un monstre botànic anomenat Harvest, que busca venjança contra l'Heura Metzinosa. Amb la intervenció de Batman, però, se la salva. Heura Metzinosa es troba en estat crític i no es coneix el lloc on es recol·lecta.

### Altres trames
Al Countdown #37, Pied Piper i Trickster s'amaguen en un hivernacle, recollint fruites i verdures de les plantes. Es topen amb Heura, que parla amb les seves plantes (se suposa que se li diu que Piper i Trickster les van ferir), a les quals reacciona lligant-los en vinyes amb la intenció de matar-les. A continuació, es demostra que es va unir a la Injustice League Unlimited i és un dels personatges destacats de la cursa de salvació.
A la història de "Battle for the Cowl", ella és coaccionada per una nova Black Mask per unir-se al seu grup de vilans que pretén fer-se càrrec de Gotham. Ella i Killer Croc intenten sense èxit assassinar Damian Wayne.
Poc després, s'escapa del control de Black Mask i forma una aliança amb Catwoman i Harley Quinn, dirigint-se a la sèrie de Gotham City Sirens en curs .
Durant la tracció de Hush per ferir a Batman a través de ferir als seus éssers estimats, Hush segresta Catwoman i li treu el cor quirúrgicament. Després de ser salvat per Batman, Catwoman és operat per alguns dels cirurgians més dotats del món, entre ells el Doctor Mid-Nite i Mr. Terrific. Zatanna també li dona un antídot màgic per ajudar a curar les ferides. Per aconseguir la parella amb Hush, Selina compta amb l'ajuda d'Heura Metzinosa, Harley Quinn, Oracle, Holly Robinson, i Slam Bradley per rastrejar tots els comptes de Hush, atabalar-los i deixar-lo sense península. Selina paga a Holly, Harley i Heura més de 30 milions de dòlars cadascun, amb l'esperança que utilitzessin els fons per deixar Gotham per començar frescos en un altre lloc.
Tanmateix, Harley utilitza els seus diners per anar a comprar, mentre que Heura li dona diners a organitzacions de Madagascar i Costa Rica dedicades a la reforestació.
Després de rescatar Catwoman de Boneblaster, un nou vilà que intentava posar-se un nom, Heura Metzinosa porta Catwoman de nou a la casa d'Enigma. En aquest moment, Catwoman veu que Heura ha estat mantenint el control d'Enigma perquè ella i Harley poguessin utilitzar la seva casa com a amagatall. Aquí, Catwoman decideix que amb Gotham City més perillós que mai amb totes les guerres de bandes i un nou Batman, seria favorable una col·laboració amb les altres dues dones. Tanmateix, Heura tem que Catwoman hagi perdut el seu avantatge i la seva habilitat, i consulta amb Zatanna sobre la naturalesa de les lesions de Catwoman Zatanna respon que Catwoman té ferides psicològiques que necessitarien curació. Heura resol que ella i Harley proporcionarien a Catwoman un "reforç femení positiu". Les tres es posen d'acord per convertir-se en equip. No obstant això, Harley i Heura tenen una condició que Catwoman reveli a ells la identitat secreta de Batman.
Finalment, Heura i els altres sirenes emboscen Enigma al seu despatx (amb Heura utilitzant les seves plantes per escopir i emmordassar el seu secretari), dient-li que l'han assassinat per l'assassinat d'una jove infermera. Accepta ajudar a esborrar els seus noms i, durant la discussió, Heura revela que recentment ha ocupat un treball a la divisió de Gotham de STAR Labs amb un nom assumit (la doctora Paula Irving). Finalment és segrestada i col·locada en una unitat especialitzada de contenció per una investigadora anomenada Alisa Adams, però s'escapa i gira la taula del seu captor en lligar-la amb vinyes. Heura informa inicialment a Adams que planeja matar-la, però en canvi decideix deixar-la viure després de veure una fotografia de la filla jove d'Alisa. Heura llavors amenaça a Alisa de mantenir la boca tancada sobre la seva veritable identitat, dient-li que canviarà d'opinió i la matarà si revela el seu secret a qualsevol.
Quan Harley Quinn traeix als seus amics i entra en l'Asil Arkham amb l'objectiu de matar al Joker, finalment tria en canvi alliberar-lo de la seva cel·la, i junts els dos orquestren una presa de possessió violenta de la instal·lació. Heura Metzinosa arriba i intenta convèncer a Harley Quinn que el Joker és dolent, però Harley Quinn es nega a creure-la i bateu a Heura Metzinosa inconscient. Després de ser derrotats per Catwoman i Batman, Catwoman li diu a Heura Metzinosa que ja no són amics, després que Heura hagués drogat Catwoman en un intent de descobrir la identitat de Batman. Heura Metzinosa és portada a l'Asil Arkham. Heura aviat s'escapa i emboscada a Harley a la cel·la, unint-se i emmordassant-se al seu antic amic abans que es pugui defensar. Heura lluita amb la decisió d'executar a Harley per la seva traïció, però finalment l'allibera després d'adonar-se que segueix sent la seva amiga. Les dues es posen a buscar Catwoman i fer-la pagar per deixar-les enrere. Les dues troben Catwoman i lluiten pels carrers. Mentre lluita, Catwoman confessa que les va veure bé i només volia ajudar-los. Quan els explica que només mantenia les llengües perquè Batman volia mantenir-les sota control, Heura es posa a la ciutat amb vinyes gegants per destruir edificis, maleint a Batman per haver-la manipulat. Batman està a punt d'arrestar-los, però Catwoman les ajuda a escapar.

### The New 52
A The New 52 (el reinici del 2011 de l'univers DC Comics), Heura Metzinosa és reclutada al grup encobert d'operacions conegut com a Birds of Prey. Tot i que és escollida a mà pel líder de l'equip, Black Canary, els altres membres del grup protesten contra la inclusió d'Heura, citant el seu passat violent i connexions amb diversos assassinats. Aquestes sospites resulten certes, quan Heura enverina l'equip i els obliga a atacar les empreses corruptes que vol destruir, fins que Katana, aparentment, la mata.
Heura sobreviu a les ferides i torna a Gotham, assassinant Clayface/Basil Karlo per tal de manipular-lo per convertir-se en el seu marit. Batman intervé per ajudar-la, principalment perquè les localitzacions que va atacar eren propietats del Pingüí. Heura Metzinosa acaba sent capturada pels homes del Pingüí. És enterrada viva per ells, però sobreviu el temps suficient per ser rescatada per l'Emperador Pingüí, la mà dreta del Pingüí, que es va fer càrrec de les empreses del seu cap després del retorn del Joker. Ell proposa una aliança amb ella. Tanmateix, Karlo, a qui Batman es va alliberar del control d'Heura, segresta i ataca Heura Metzinosa.
L'origen del personatge, en aquest nou univers DC, es va presentar en un número especial de Detective Comics 23.1), durant l'esdeveniment "Mesos dels Villans " del setembre del 2013.
En aquesta línia de temps de The New 52, Pamela Isley va néixer amb una malaltia que li va impedir sortir de casa. Va passar la major part del seu temps limitat al jardí de la seva família. El seu pare maltractador va assassinar la seva mare i la va enterrar al jardí. Mentre estava a la universitat, Pamela va vendre pastilles de feromones a altres estudiants per estudiar-ne els efectes fins que va ser atrapada per la policia. Va utilitzar una potent versió de les píndoles per controlar la ment del degà, de manera que abandonés els càrrecs i la deixés graduar amb honors. Mentre visitava el seu pare a la presó, ella li va fer un petó i el verí que se li secretava dels llavis el va matar.
Posteriorment va realitzar una pràctica a la divisió de bioquímica de Wayne Enterprises desenvolupant aplicacions farmacèutiques i cosmètiques. Va ser acomiadada després de suggerir a Bruce Wayne que l'empresa desenvolupés productes químics que podrien rentar cervell a les persones. Quan va ser escoltada per seguretat, va vessar accidentalment els productes químics amb els quals treballava, donant els seus poders per controlar la vida i la immunitat de tots els verins i virus de les plantes.

### Cycle of Life and Death
Al gener del 2016, DC Comics va debutar la primera sèrie de còmics en solitari de Heura, Poison Ivy: Cycle of Life i Death. Com a doctora Pamela Isley, s'uneix al departament de ciències vegetals dels Jardins Botànics de Gotham, però les coses es compliquen ràpidament quan Luisa Cruz, amiga i mentora d'Heura, és assassinada per intoxicació. Heura investiga l'assassinat mentre treballa en la seva investigació en enginyeria genètica que culmina en la creació de dos nens híbrids vegetals i humans coneguts com Rose i Hazel.
Amb l'ajuda de Selina Kyle i del seu investigador Darshan, Heura Metzinosa constata que els jardins botànics de Gotham estan fent experiments, utilitzant la investigació d'Heura, que es tradueix en la creació d'un altre fill híbrid de plantes i humans conegut com Thorn. Heura destrueix el laboratori i rescata el nen. Heura augmenta la rosa, l'avellana i l'espina que creixen fins a la mida adulta a un ritme exponencial, convertint-se en dones joves dins de les 35 setmanes. Quan les noies es colen per veure per primera vegada la ciutat de Gotham a la nit, causen un incident en un club de bandes que involucra la policia i Heura els ha d'ajudar a escapar.
Tornant a l'apartament, Heura tanca Rose, Hazel i Thorn lluny perquè no tornin a sortir. Heura es troba amb el doctor Eric Grimley, president del departament d'investigació en jardins botànics de Gotham. Grimley havia estat fent experiments amb la investigació d'Heura per tal de curar el seu propi càncer; aleshores havia assassinat a Luisa perquè sospitava dels experiments que realitzava. Ara, amb el retorn del càncer, té la intenció de collir Rose, Espina i Avellana per a que les espores s'utilitzin com a una altra cura. Ataca l'heura i es transforma en un monstre gegant i semblant a les plantes. Arriba Darshan i allibera les noies. Heura, Rose, Hazel, Thorn i Darshan, juntament amb Swamp Thing (que busca matar a Grimley per intentar trencar el cicle de la vida i la mort) lluiten i derroten a Grimley, amb Thorn que l'ha piratat amb un matxet.
Darshan després ajuda a Rose, Thorn i Hazel a abandonar Heura, raonant que estaven tan inquiets que anirien eventualment amb o sense la seva ajuda. Van partir de Gotham cap a llocs desconeguts, dient que pensen viure la seva vida independentment de la poca distància que puguin ser.

### DC Universe
DC Comics va iniciar el següent rellançament de tota la seva línia de títols, anomenada DC Rebirth, el juny de 2016. DC va optar per rebrandar els seus títols amb el nom "DC Univers" el desembre de 2017, utilitzant la continuïtat establerta des de DC Rebirth. A l'arc de la història de "Better Together" de Trinity, Heura Metzinosa troba un món de somni i l'entitat White Mercy, ambdues creades per la planta Black Mercy per Mongul, a través de la seva connexió amb el Verd. Després de capturar Batman, Wonder Woman i Superman, els col·loca en el món dels somnis i té la intenció d'utilitzar l'energia solar emesa del cos de Superman per obrir una porta d'entrada per portar la Pietat Blanca —a qui considera filla— del món dels somnis. Més tard es va revelar que Mongul va enganyar a Heura Metzinosa i va intentar conquerir la Terra utilitzant Superman com a vaixell. Mongul és derrotat per la Pietat Blanca, utilitzant Batman com a vaixell temporal i disposat. A mesura que Heura Metzinosa i White Mercy s'acomiaden mútuament, la White Mercy fa servir la seva connexió amb el Green per fer que Heura Metzinosa perdi els records de l'incident, de manera que Heura no ha de patir mal de cor. En continuïtat, l'arc de la història de "Better Together" té lloc després dels esdeveniments en Poison Ivy: Cycle of Life and Death què participen els fills de l'Heura.
A Batgirl, Heura Metzinosa ajuda Batgirl a salvar un avió i els seus passatgers d'una planta, un dels exemplars d'Heura, que creix de manera incontrolada a la bodega de càrrega. Al final, permet que Batgirl la mati de mala gana.
A l'arc “Ends of the Earth” de All-Star Batman, Heura Metzinosa s'endinsa a la Vall de la mort on realitza investigacions sobre un arbre àrid per descobrir cures. Aquí, Batman demana ajuda a Heura Metzinosa amb un bacteri mortal, que va ser desfermat pel Mr. Freeze, informant-lo sobre una noia infectada i donant-li mostres. En examinar-ho, Heura s'adona que la noia infectada ja està morta i Batman volia evocar la seva simpatia, ja que realment busca una cura per combatre la propagació de la malaltia. També revela que, quan encara treballava a Wayne Enterprises, havia presentat les seves investigacions de manera errònia, mentre pensava que Bruce Wayne volia manipular a la gent, però realment investigava les feromones perquè la gent se sentís bé. Batman adverteix a Heura que una força de vaga desconeguda és després d'ella, perquè saben que Heura és capaç de treure armes biològiques de l'arbre. Després que Batman ajudi a Heura en la lluita, Heura sintetitza un agent selectiu que pot destruir les espores sense fer mal als amfitrions.
A la història de "The War of Jokes i Riddles" de Batman, Heura Metzinosa s'ha aliat amb Enigma en la seva guerra contra el Joker. A l'arc, quan Enignma estava tractant de convèncer a unir-se al seu costat, ella veu aturar els homes de Carmine Falcone homes que són enviats per matar el Enigma per la captura d'ells en vinyes.
A l'arc d'enllaç “Gotham Resistance” de Dark Nights: Metal, Heura Metzinosa controla un regne semblant a la selva dins d'una Gotham City esmorteïda per l'energia fosca emesa des del metall fosc en les cartes que va donar Batman qui riu a diversos. enemics de Batman, inclosa la mateixa Heura Metzinosa. El Heura Metzinosa capta Harley Quinn —que s'adona que Heura Metzinosa no és ella mateixa—Green Arrow, Nightwing, Robin, i Killer Croc mentre intenten solucionar el que passa i l'aturen. Escapen quan Heura Metzinosa reacciona violentament a les seves plantes perjudicades durant un atac de diversos membres dels Teen Titans I la Suicide Squad, que tots també han estat retorçuts, així com un Dark Robin.
A l'arc de Batgirl and the Birds of Prey, "Source Code", Heura Metzinosa s'infiltra i intenta enderrocar Terracare, una empresa que els fertilitzants contenen un ingredient secret destructiu per a les poblacions d'abelles. Es troba amb les aus de presa (Huntress, Black Canary, i Batgirl) i Catwoman que intentaven salvar la família de Calculator que era terna de Terracare. Terracare havia remuntat un incompliment de dades a la Calculadora que venia la informació a Catwoman, de manera que pogués robar una botella de l'ingredient de Terracare per a Heura Metzinosa. Va fer això per Heura, ja que una vegada Heura la va salvar de Boneblaster. Després que detinguessin els responsables a Terracare, Batgirl disposa que Heura Metzinosa es convertís en la química encarregada dels fertilitzants. Després d'aquest arc, Heura Metzinosa és ocasionalment treballat a Terracare (ara adquirit per Gordon Clean Energy) o ajudant a les aus de presa contra vilans (com les filles de Gotham o Calculator).
A la història de "Damage" de "Unnatural Disaster", Heura Metzinosa ha caigut sota la influència de forces que van provocar el desig de destruir la humanitat. Amb això es va associar amb Gorilla Grodd. Van lluitar contra els danys (Ethan Avery) que intenta protegir la gent d'ells. Tot i això, Heura Metzinosa es resisteix al control d'aquestes forces, ja que creu que la gent val la pena estalviar i que no vol ser un assassí. Al final, Swamp Thing (Alec Holland) revela a Ethan Avery que Green està intentant canviar Heura Metzinosa però no ho ha aconseguit.
Batman # 41–43 presenta un arc de Heura Metzinosa titulat "Tothom estima la heura". Alimentat per la seva culpabilitat pels homes que va pensar que va matar a "La guerra de les bromes i endevinalles", Heura Metzinosa utilitza els seus poders per controlar-se de tot el món, excepte Batman i Catwoman. Amb l'ajuda de Harley Quinn, Batman i Catwoman convencen a Heura Metzinosa per alliberar el món del seu control. Al final de l'arc, Heura Metzinosa entra a una instal·lació coneguda com a Santuari per a la seva rehabilitació.
A Heroes in Crisis, al Santuari de la institució de salut mental, es veu a Heura Metzinosa donant una confessió en què afirma que no hauria d'estar-hi perquè estan pensats per a herois i és terrorista. Anteriorment, Harley Quinn havia dit a Heura Metzinosa que anés al Santuari i la seguís allà. Heura i altres persones són assassinades quan Wally West perd el control de Speed Force, però Wally reviu Heura del Green mitjançant l'ús de Speed Force en una rosa que era una part de la Heura donada a Harley.
Harley Quinn presenta a Heura com la millor amiga i després amant de Harley. Heura ha ajudat a Harley a realitzar diverses aventures entre els seus terroristes ecològics a la nova llar de Harley a Coney Island. Ella ajuda a Harley a explicar als assassins locals que Harley va publicar la seva pròpia recompensa durant el sonambulisme i que intentar matar-la només portaria a la seva mort i cap dia de sou. Harley la va rescatar del control mental d'un super vilà mentre Heura va ser detinguda en secret i utilitzada pel dit vilà a Arkham. Va assistir en la contractació de la Gang of Harleys i en la cura de Harley a la salut quan les algues mutants del Captain Strong possiblement alienes la van portar a l'hospital. Ella i Catwoman es van unir a Harley en un viatge per carretera quan l'oncle de Harley va morir i va comprovar que, tant ella com Harley són immunes a la majoria de toxines, això no inclou cap beguda sec elaborada en una reserva índia. Ella i Harley van ser convidades a passar una setmana romàntica a les Bermudes en una colònia nudista de Sy Borgman. Quan hi va haver una disputa per alguna propietat immobiliària Heura va ajudar a convertir-la en zona de mar protegida. A més, quan el Pingüí ataca Nova York amb pingüins assassins gegants, ella ajuda a derrotar-lo fent créixer una margarida gegant en allò que el seu amic Eggy anomena "la pitjor lluita de Kaiju".

## Activisme
Heura Metzinosa es diu a si mateixa "eco-terrorista d'importància global" i ha demostrat contribucions filantròpiques als esforços de conservació. L'episodi de Gotham Girls, Pave Paradise la va sortir del seu camí per aconseguir que l'alcalde de Gotham impedeixi la bulldozing d'un parc perquè va jurar que no ho faria a la seva campanya electoral. A les Sirenes de Gotham City, Heura revela que va fer una donació dels diners de Hush de 30 milions de dòlars a un fons de reforestació.

## Poders i habilitats
Els experiments que van transformar el doctor Isley van introduir una barreja de diverses toxines potents provinents d'una selecció de depredadors venenosos i de la vida vegetal verinosa al seu torrent sanguini per actuar com a mutagènia, fent-la tocar mortal, alhora que li donava un sistema immunitari sobrehumà. Aquesta immunitat també s'estén a toxines sintètiques com el verí del Joker. Algunes versions del personatge la mostren com a més vegetal que humana, com respirar diòxid de carboni i patir fotosíntesi, a més de tenir un aspecte més vegetal amb sang d'àloe i pell de clorofil·la.
El cos de Heura Metzinosa produeix feromones que fan que les persones siguin susceptibles de controlar la ment al seu voltant, sobretot homes, tot i que persones amb mentalitat forta com Batman solen resistir. S'especialitza en híbrids i pot crear les toxines florals més potents de la Gotham Citty, que van des de sèrums de veritat i pocions amoroses. Sovint aquestes toxines es segreguen dels seus llavis i s'administren de la seva manera preferida, un petó verinós, normalment després de professar un fals amor o afecte per la seva víctima. Existeixen en una varietat de varietats, des de fàrmacs que controlen la ment fins a toxines fatals a l'instant.
Té la capacitat de controlar mentalment totes les formes de vida vegetal a nivell molecular. Aquest creixement de les plantes es pot produir en un instant, permetent-se d'utilitzar plantes de l'entorn per atacar o arrabassar als seus adversaris i, fins i tot, crear híbrids vegetals nous amb fins especialitzats. En el volum tres de Batman, fa que les arrels de plantes gegants siguin desarrelades en un instant i dirigeix les arrels a enredar els seus enemics. Mentre es troba a Arkham Asylum, manipula i anima les plantes, utilitzant arrels per formar suports per a un túnel que ella i un altre intern anomenat Magpie caven per escapar, i també generen fongs brillants per entretenir Magpie. Les vinyes vegetals també es solen estendre per les seves extremitats i el coll, creant una part del seu aspecte general. Va controlar un arbre sencer per baixar a Clayface, segrestant-lo a les seves branques, i una vegada va portar un gratacel sencer amb vinyes gegants.
El Heura Metzinosa és identificat per la Swamp Thing com un ésser amb un component místic elemental, a qui anomena la "Reina de maig". Els escriptors no s'han referit a ella d'aquesta manera en força temps. Ha demostrat la seva capacitat per utilitzar el verd, una força relacionada amb la vida vegetal. Heura és capaç de comunicar-se a grans distàncies amb aquest talent, ja que es manifesta en un gerro de roses al vestidor de Zatanna per parlar amb el mag.
El personatge porta un cert nombre de vinyes vives : juntament amb la seva capacitat natural de relacionar-se amb la vida vegetal, actuen com a armament o apèndixs defensius o agafadors. El seu subministrament és, però, limitat.
Més enllà dels seus trets metahumanos, es demostra que Heura és físicament molt adequat tant per la gimnàstica com per la seva salut; a la vegada és semblant a Harley Quinn, ja que mostra força de combatre cos a cos per desafiar Batman sense dependre només dels seus poders.

## Relacions romàntiques

### Batman
Tot i que Heura Metzinosa ha estat històricament retratada com una supervillana, Batman i Heura Metzinosa han col·laborat junts per assolir objectius comuns i sovint es representa com a una relació romàntica. L'atracció de Batman per Heura està present d'alguna manera en diversos mitjans en què apareixen els personatges. Sempre hi ha hagut una tensió sexual entre tots dos, sobretot en les seves trobades canòniques anteriors.
En la seva primera aparició, Heura Metzinosa es va establir com una atracció per Batman, i tracta de convèncer Batman perquè s'uneixi al seu costat i crei pocions amoroses que li entenguin.
A la història Batman: Poison Ivy, de 1997, Christopher DeJardin intenta matar Heura, i Batman agafa la bala. Batman, que portava una cuirassa, el va treure. Heura considera que la salva de la mort com a prova que l'estima, tot i que ell respon que no coneix el significat de la paraula.
La seva atracció es confirma a Widening Gyre.
Al principi, la infatuació d'Heura amb Batman va ser unilateral; les històries posteriors van mostrar l'atracció com més mútua, però dificultada per la reticència per part de Batman. Després besa a Bruce durant un robatori, enverinant-lo. Però quan després besa un Batman moribund, cura sense saber-ho la seva víctima prevista i estableix una tensió romàntica en expansió. Durant l'arc de "No Man's Land", Batman es troba al seu rescat mentre es manté en captivitat per Clayface, i Heura va remarcar que sabia que ho faria.
A Batman: Pavane (1989), tot i ser entrevistada com a candidata potencial per a l'Equip Suïcida, Pamela revela a l'Inspector Stuart com es va convertir en Heura Metzinosa. Quan va saber parlar de Batman, es va enamorar de seguida d'ell, creient-lo com "l'home perfecte"; anant fins a fer-li un santuari amorós. Amb el seu objectiu establert, es va mudar a Gotham, va crear un vestit i es va canviar de nom com a "Heura Metzinosa"; després va començar a cometre delictes amb l'objectiu de cridar l'atenció amb l'esperança que es convertís en la parella de crims número 1. Malauradament per a Pamela, no va funcionar com va voler, per la qual cosa va ser capturada i enviada a Arkham Asylum.
A Batman: Hothouse (1992), Batman es va obsessionar amb Isley. Més tard, ella li fa un petó. Heura es troba ara completament desordenada, Heura es considera "Titània, la reina del maig" i Batman, el seu Oberon, mentre Batman lluita amb les al·lucinacions induïdes pel petó, el posa cap avall i es prepara per desemmascarar-lo. Amb el seu darrer esclat de força, Batman arrenca els ruixadors de l'hivernacle, i elimina les feromones d'Heura. El sofregut Batman persegueix una heura cada cop més desesperada a les passarel·les de l'hivernacle, on amb prou feines aconsegueix salvar l'Hedònia de la seva mort. Posteriorment, Heura torna a Arkham Asylum, el seu amor retorçat per Batman més fort que mai.
En una de les publicacions anuals de Batman: Shadow of the Bat, una atracció mútua entre Heura Metzinosa i Batman és evident des del primer moment. Heura considera Batman "l'home perfecte", i en una conversa amb el seu majordom, Alfred Pennyworth, admet trobar-la atractiva i més atractiva que Catwoman.
A la història de Batman Chronicles (1995) Passion's Fruit (1997), Heura es mostra sentint-se solitari i desaparegut profundament a Batman mentre es trobava a Arkham Asylum. Eclama un esquema per desencadenar algunes de les seves creacions vegetals per causar estralls a Gotham, multiplicant-se en contacte amb l'aigua, fins que finalment Batman li fa una visita a l'asil. A canvi de la visita i un petó, transforma les seves creacions en plantes de maduixes inofensives. Al final de la història, se la veu amb ànims millorats.
A la història del 2004 Poison Ivy: Cast Shadows, Batman i Heura treballen junts per trobar un assassí que duu a terme una sèrie d'assassins en forma d'Heura a Arkham. El seu majordom, Alfred Pennyworth, assenyala que Batman ha estat enverinat per les flors. Batman li diu a Alfred que ha de besar a Heura Metzinosa per la cura, i que si falla Alfred ha de matar-lo. Heura i Batman es confronten entre ells, on Batman li adverteix a Heura que haurà de derrotar-la per besar-la per assegurar-se que no el matarà quan ell passi després de guarir-se. Heura insisteix perquè ell confiï en ella, malgrat els dubtes de Batman. Al principi Batman decideix colpejar-la, vacil·la, després s'abraça i es besen apassionadament al seu lloc. En ser guarit, cau, però es salva i salva Heura quan la torre Gotham s'esfondra quan suposa que Batman morís. Heura i Batman comparteixen un moment junts parlant, veient que les seves creacions vegetals creen llum, i Batman l'acomoda del seu talent. Batman retorna a Heura a Arkham Asylum per tal que Heura pugui acabar la seva rehabilitació. Heura, desanimada, es queixa de Batman per la manca de llum a la cel·la i Batman respon que abans no se n'ha de fer res. Traspassada a una nova cel·la l'endemà al matí, Heura queda atordida quan descobreix que algú s'ha traslladat a la seva habitació a una cel·la especial on pot estar a la llum del sol, i s'ha omplert de flors com a regal. Al dir-li que un "benefactor anònim" volia assegurar-se que el seu temps no fos tan desagradable com podria haver estat, una Heura tocada somriu i gràcies Batman. i Batman respon que no hi pot fer res abans d'això.
A Gothtopia, Batman arriba al seu rescat quan s'adona que li estava dient la veritat, tot i que ell la va posar a Arkham. Primer ella el punxa per no creure les seves pretensions, i després li fa un petó per haver-lo rescatat, enverinant-lo amb la seva toxina controladora de la ment. Resistint-ho, adverteix que ara els convindrien ajudar-se mútuament. Gràcies a la seva pròpia resistència i al petó que va rebre, tant Batman com Heura es queden immunes a l'efecte gasós de Scarecrow.
La relació fins i tot es va desviar breument de la relació Batman/Heura en una de Bruce/Pamela quan, a la sèrie còmica Batman: Gotham Knights, l'ajuda a tornar a la normalitat.

### Harley Quinn
Abans del reinici del New 52, Heura es mostra com parella de la villana Harley Quinn, amb Harley sent la seva amiga íntima i aliada recurrent. De vegades se les mostra implicades romànticament. A diferència de la majoria de grups de companys, la seva associació es basa en una autèntica amistat i el respecte mutu. Heura vol sincerament salvar a Harley de la seva mala relació abusiva amb el Joker. En conseqüència, Heura Metzinosa menysprea el Joker, i els dos intercanvien cada cop més maliciosament. En la història final de la sèrie Gotham City Sirens, Harley suggereix que Heura pot estar enamorada d'ella, una acusació que la desconcerta. El número següent de Heura Metzinosa reconeix que pot ser que estima Harley, però els detalls del seu amor mai s'especifiquen i la sèrie va acabar amb el nou 52 de reinici abans que es pogués abordar la seva relació.
Al juny de 2015, Heura Metzinosa es va revelar que era bisexual pels escriptors de la sèrie Harley Quinn, Jimmy Palmiotti i Amanda Conner, afirmant que es troba en una relació romàntica amb Harley "sense la gelosia de la monogàmia".
A Harley Quinn # 8, Harley va anar de vacances amb Heura a una colònia nudista en la qual va intentar convèncer Heura perquè es mogués amb ella, però mentre Heura va admetre que estima Harley més que qualsevol altra persona a la Terra i li encantaria passar el màxim temps possible amb ella, actualment es dedica més a salvar el medi ambient. Harley queda decebuda i molt trista, però ho accepta i les dues es van separar amb les promeses de retrobar-se.
A Injustice 2 # 70, Heura Metzinosa va confirmar el seu matrimoni amb Harley Quinn.

## Equips
Heura es va unir de vegades amb una companya, Harley Quinn amb Harley sent la seva amiga íntima i aliada recurrent. La col·laboració entre Harley i Heura també ha inclòs de vegades Catwoman, com per exemple en episodis i números del webtoon de Gotham Girls i sèries de còmics. A l'interior de l'Univers DC, els tres van formar una aliança a les pàgines de Gotham City Sirens.
Heura Metzinosa va ser convidat a unir-se a Black Canary al programa Birds of Prey en el reinici de continuïtat de The New 52. Katana i Starling rebutgen la idea i fins i tot ataquen Heura, però després d'un breu escorcoll, les dones comencen a treballar junts en equip. Va romandre amb l'equip durant un temps, però finalment els va trair, poc abans de dividir-se. Quan es van reformar els ocells sota el lideratge de Batgirl, Heura Metzinosa no va ser convidat enrere.
Heura Metzinosa s'uneix a la banda de Two-Face per un curt període durant Batman: Dark Victory, quan assassina a la cap del crim Lucia Viti per ordre de Two-Face. És sobretot l'únic membre de la banda que es mostra molestat per l'assassinat ocasional de Two-Face d'un company de colla Solomon Grundy,una entitat basada en plantes. La banda es trenca després de l'aparent mort de Two-Face a les mans del Joker.
Heura Metzinosa és membre de la original Injustice Gang of the World, que lluita contra la Justice League en diverses ocasions.
S'uneix a la Secret Society of Super Villains per a una missió contra la Justice League. Més tard s'uneix a l'encarnació de la Societat d'Alexander Luthor, Jr..
És obligada a ser membre de la Suicide Squad. Durant aquest temps, utilitza les seves habilitats per esclavitzar el Count Vertigo.

## Recepció
La llista dels 100 millors villans de tots els temps en historietes d'IGN classifica Heura Metzinosa com a # 64. Ella es va classificar 21è a la llista de les 100 dones més atractives en Comics de Comics Buyer's Guide.

## Altres versions

### JLA: Created Equal
A JLA: Created Equal, Heura i Swamp Thing s'equipen per viatjar mentalment pel Green, per intentar descobrir què va provocar exactament l'esdeveniment que va eixugar gairebé tots els homes del planeta. Però el viatge és massa per a ella i li fa desaparèixer la ment.

### Batman: Crimson Mist
A Batman: Crimson Mist, Heura és un dels molts vilans que el vampir Batman ara mata per sang, la presència del vampir Batman provocant que les seves plantes es desfessin al seu voltant, ja que li dona a Heura el petó que sempre volia, comentant que només la podria desitjar. mentre es troba en la foscor i la decadència de la corrupció. Aparentment, el seu cap es va deixar a la seu de GCPD després de la seva desaparició.

### Elseworlds
A Batman & Demon: A Tragedy, Heura es caracteritza per ser .un guaridora d'elfes . Dona a Bruce Wayne una cura per als seus terrors nocturns, només per matar-lo per Etrigan el Dimoni.
A la Justice League International 5, publicada sota la bandera Elseworlds, Heura és un dels deu superhumans que es va donar a conèixer al públic. En aquesta història, Heura té el poder de seduir i controlar els homes, així com la capacitat de segregar el verí del seu toc, amb voluntat.

### JLA/Avengers
A JLA/Avengers # 3, Heura Metzinosa apareix com un servent de Krona i ataca Aquaman i la Vision com a part d'un grup de vilans. Heura Verisosa esclavitza Aquaman en vinyes, però és destruït per Iron Man i derrotada.

### Smallville
Heura Metzinosa es presenta al còmic digital Smallville Season 11 basat en la sèrie de televisió.

### Flashpoint
En el calendari alternatiu de l'esdeveniment Flashpoint, Heura Metzinosa és un dels molts vilans assassinats posteriorment per Batman.

### Batman '66
A Batman '66 (que es basa en la sèrie de televisió dels anys seixanta), apareix Heura Metzinosa. En aquesta continuïtat, Pamela Isley va tenir pares botànics que van iniciar el seu propi viver anomenat Isley Nursery i van treballar a una universitat. Després que el seu pare, el doctor Isley, morís per una planta tropical tòxica, Pamela va culpar a la universitat que treballava el seu pare, ja que no es molestava a trobar un antídot per a ell. Al tornar cap al sud amb la seva mare, Pamela va millorar en la seva botànica i es va tornar immune a la toxina que va matar el seu pare. Amb els seus nous poders, es va convertir en Heura Metzinosa i va cometre delictes amb les seves plantes. Batman i Robin es van trobar amb ella mentre investigaven l'aparent desaparició de Louie the Lilac.

### Batman/Teenage Mutant Ninja Turtles
Heura apareix com un dels interns mutats d'Arkham al crossover de Batman/Teenage Mutant Ninja Turtles. Va ser mutat en un mutant humanoide que pregava mantis.

### Injustice: Gods Among Us/Injustice 2
En el còmic vinculat a Injustice: Gods Among Us, Heura Metzinosa apareix per primera vegada al "Capítol 21" de l'Any Three, on Dick Grayson, ara el nou Deadman, posseeix Heura i la porta el Batplane a la casa del misteri i la casa dels Secrets, on Batman Insurgency i Superman's Regime estan lluitant. Abans de descobrir on es troba, és atacada per Swamp Thing mentre es combaten els dos, abans que s'aturen i facin servir els seus poders per salvar el bosc de l'incendi de Trigon. Com Trigon i Mister Mxyzptlk la batalla continua desgastant la realitat, els dos equips es retiren a les cases respectives, abans que el Doctor Fate i Shazam els detinguin. Heura reapareix a l'Any quart, on la seva millor amiga, Harley Quinn intenta convèncer-la perquè cometi un delicte amb ella perquè està avorrida, però Heura es nega i suggereix que Harley es dirigeixi a algú altre. Heura llavors reapareix a Ground Zero, on Harley la crida per reclutar-la per a la seva colla, el Clan Joker, però Heura es nega fins que Harley pugui plantar cara a Joker i des de la pau del Règim, la vida vegetal ara prospera. Heura després reapareix al final, on es presenta al funeral de Gary, molt per a la sorpresa de Harley. Heura intenta convèncer a Harley que puguin fugir junts i ser lliures, però Harley es nega a deixar la seva banda enrere fins que s'acabi la guerra entre el Règim i la Insurgència, que Heura accepta. Totes dues comparteixen un petó abans que la heura surti, desitjant-li molta sort a Harley.
En el còmic vinculat a Injustice 2, un any després de la caiguda del Règim, Heura Metzinosa s'uneix a Ra's al Ghul i el seu equip amb l'objectiu de crear un món millor per a The Green. El còmic estableix que Heura i Harley eren una parella, i el número 70 fa pensar que els dos es van casar a Las Vegas.

### Batman: White Knight
Heura Metzinosa té un aspecte menor a la sèrie Batman: White Knight del 2017 . Heura, juntament amb diversos altres vilans de Batman, és enganyat per Jack Napier (que en aquesta realitat era un Joker al qual se li havia forçat una sobredosi de pastilles per Batman que el curava temporalment de la seva bogeria) en beure begudes que havien estat cuidades del cos de Clayface. Això es va fer perquè Napier, que utilitzava la tecnologia de Mad Hatter per controlar Clayface, pogués controlar-los mitjançant la capacitat de Clayface de controlar parts del seu cos que havien estat separades d'ell. Heura i els altres vilans s'utilitzen per atacar una biblioteca que el mateix Napier va ser instrumental per construir a un dels districtes més pobres de Gotham City. Més endavant a la història, el barret de control és robat per Neo-Joker (la segona Harley Quinn, que sentia que Jack Napier era una anomalia patètica mentre que Joker era la veritable i bella personalitat), per intentar que Napier alliberés el Joker

## En altres mitjans

### Televisió

#### Acció en viu
- Heura Metzinosa apareix a la sèrie de TV d'acció en directe Gotham, interpretada per Clare Foley (inicialment), Maggie Geha a la temporada 3–4, i després per Peyton List a la segona meitat de la temporada 4 a la temporada 6.[88][89] Aquesta versió s'anomena Heura "Pamela" Pepper[90] i es representa com la filla jove de Mario Pepper, un petit criminal que s'emmarca per l'assassinat de Thomas i Martha Wayne. A l'episodi pilot, el detectiu Harvey Bullock mata el seu pare durant un tiroteig. Estroncada de dol, la seva mare se suïcida i és adoptada per una parella que li canvia el nom de "Pamela". Després de fugir de la seva família adoptiva, es fa amistat amb Selina Kyle, i es converteix en una química especialitzada, utilitzant plantes i herbes per crear productes químics alterants de la ment. A la temporada 3, Heura té una breu trobada amb el subjecte 514A i és atrapat per la minyona de Fish Mooney, Nancy, quan intenta advertir Selina. Quan Mooney desferma el minionet Marv a Heura, intenta escapar. El breu toc de Marv a Heura accelera el seu procés d'envelliment fins que es transforma en una bella dona als anys vint després de caure en un desguàs de clavegueram. Després de la seva transformació, utilitza la seva bellesa -i un perfum feromonal- per seduir i robar homes rics.[91] Oswald Cobblepot i ajuda a formar "un exèrcit de freaks", que inclou Mr. Freeze i Firefly. Al final de la temporada, Penguin té Heura i Freeze congelant criogènicament Edward Nygma, on després ajuda a Pingüí a construir el seu nou club, el Iceberg Lounge. A la temporada 4, Heura es cansa de no prendre's seriosament i entra a una botiga d'apotecaris i roba i beu alguns productes químics místics de la caixa forta del propietari, potenciant encara més les seves capacitats alhora que altera el seu aspecte. Posteriorment emergeix d'un capoll amb un aspecte completament nou i amb la capacitat d'enverinar les persones amb només un rascat. Heura va perfeccionar un antídot contra aquesta condició que va provar a Selina Kyle, que accepta ajudar a Heura amb la seva propera trama. Després de segrestar Lucius Fox després de la seva intoxicació lleugera per Bruce Wayne, Lucius l'ha de portar fins al lloc del projecte M, on es va revelar que era aigua de la fossa Lazarus. Tot i que va aconseguir utilitzar una mica de palanques per allunyar-se de Gordon, va deixar un antídot per a Bruce Wayne a la butxaca de la bata de Lucius. Heura, aleshores, adopta un pla per venjar-se dels que l'han maltractat, començant per Bullock, que va matar el seu pare a la feina. Heura arriba al bar on treballa i enverina els seus empleats. Després utilitza el control mental sobre ell i li ordena que cridi a Gordon i a ell mateix, tot i que Gordon aconsegueix apartar-lo de l'encanteri. Després d'això, Heura es dirigeix a la festa de la Fundació Wayne amb la seva nova colla de minions controlats per la ment i és ostenta a tothom. Ella enverina un home ric, abans que Gordon l'interrompi i ordena als seus guàrdies que matin a tothom. Torna a casa per trobar a Selina. Lluiten per l'aigua de Lázaro que Selina acaba destruint. Quan estaven a punt de matar-se, decideixen recórrer els seus camins separats amb l'esperança de no creuar-se mai els camins. Heura fuig i se suposa que s'ha amagat. A l'episodi "Trespassers", Heura s'ha refugiat a Robinson Park després que la ciutat de Gotham fos declarada No Man's Land. Després que Bruce ajudés a tractar-se amb els seus captors i revelés que les plantes s'alimenten dels humans, Heura dona a Bruce una planta que ajudaria a fer front a la lesió espinal de Selina. A l'episodi "The Trial of Jim Gordon", Heura planeja evitar que Gotham es reuneixi amb terra ferma arruïnant el subministrament d'aigua, cobreixi la ciutat de les seves plantes i es vengi per la mort del seu pare. 
Ella hipnotitza Victor Zsasz per disparar a Gordon, ferint-lo críticament. Heura també hipnotitza Bruce i Fox a tancar la instal·lació de tractament del riu, però Selina els allibera i ajuda a aturar l'aturada. Heura va al recinte del GCPD per matar a Gordon mentre es recupera. Leslie Thompkins la dispara a l'abdomen i Heura s'escapa, tot fallant tots els aspectes del seu pla.
- A 'Riverdale, Heura Metzinosa apareix amb un vestit que portava el personatge, Cheryl Blossom interpretat per Madelaine Petsch, de l'episodi de la sèrie titulat "Capítol seixanta-un: Halloween".[92]

#### Animació

##### Univers animat DC
- Heura Metzinosa apareix en diverses sèries ambientades en l'univers animat DC, doblada per Diane Pershing:
  - A Batman: The Animated Series, Heura Metzinosa apareix per primera vegada a "Pretty Poison", en què fa un intent d'assassinat a Harvey Dent com a retribució per a la construcció sobre l'últim hàbitat d'una flor rara.[93] En els dies anteriors, es van declarar en moltes ocasions les seves característiques metahumanes (com la seva immunitat a les toxines), retratant-la com un humà amb una afinitat extrema per les plantes. Esmenta a "Casa i jardí" on manifesta reformes que el seu sistema hiperimmunitari l'ha deixat incapaç de tenir fills. (Episodis 9 - Pretty Poison, 16 - Eternal Youth, 31 - Dreams in Darkness, 35 - "Casi Got 'Im", 47 - "Harley i Heura", 66 - "House & Garden" i 69 - "Trial")[94]
  - A The New Batman Adventures, Heura Metzinosa es va renovar estèticament per semblar més semblant a les plantes i la pell es tornava de color verd verd pàl·lid.[95] També es va fer més humorística i seductora en la personalitat, coincidint amb la seva relació realment amable amb Harley Quinn. També es va reduir molt la seva idea de fanàtic sobre la desaparició de plantes i l'ecosfera. Suposadament mor en un naufragi a l'episodi "Chemistry".[96]
  - Tot i que Heura Metzinosa no apareix a Batman Beyond, una actriu escènica interpretant-la a l'obra de teatre musical The Legend of Batman es veu a l'episodi "Fora del passat". Tot i que el personatge no apareix físicament, quan li va preguntar sobre el destí de Heura Metzinosa, el creador del programa, Paul Dini, va declarar que Heura es va traslladar a Amèrica del Sud i va fer-se càrrec de la selva tropical, ja que ara forma part del bosc.[97]
  - Heura Metzinosa torna a Static Shock . A l'episodi "Hard As Nails", ella i Harley Quinn van obrir un lloc web de "suport i cura" que atrauria els metahumans femenins a Gotham afirmant que es tracta d'una clínica per curar metahumans. Quan Static persegueix una companya de classe que es titula Nails to Gotham, Static va acabar topant amb Batman i va acabar emboscada per Harley i Heura. Quan un vaixell portava or, ella i Harley van fer ungles de doble creu només per Static i Batman per salvar-la. Durant el conflicte, els poders de Static no podien treballar en plantes d'Heura, però no eren immunes a les urpes de les ungles. Heura i Harley van ser derrotats al final.
  - Heura Metzinosa va tenir un paper protagonista en el webtoon de Gotham Girls, en el qual uneix forces amb Harley Quinn i Catwoman.
  - Heura Metzinosa també es veu a la sèrie animada the Justice League A l'episodi "Un món millor", una versió d'un univers alternatiu només apareix una vegada en forma lobotomitzada. És presonera a Arkham Asylum i també pot treballar com a jardiner de la presó. El creador del programa, Bruce Timm, va declarar que havia rebutjat els llançaments dels episodis de Heura Metzinosa a la Justice League perquè poguessin centrar-se en nous personatges i trames, només aportant un nombre mínim de personatges de programes anteriors.[98]
- Heura Metzinosa apareix a la sèrie de televisió animada The Batman, doblada per Piera Coppola. Aquesta encarnació es completa amb un nou pentinat i un vestit semblants a l'origen i la rosa, així com els llaços més forts amb Barbara Gordon. Pamela Isley és estudiant de secundària i activista mediambiental . Malgrat les protestes de Jim Gordon, ja que va ser condemnada en diverses ocasions a un centre de detenció juvenil per actes delictius durant les seves protestes, ella és la millor amiga de Barbara. Ella convenç a Bárbara perquè l'ajudi amb "protestes" que realment eren missions de recerca de companyies contaminants per al seu mercenari contractat, el sabotejador corporatiu Temblor (doblat per Jim Cummings). Utilitza un scrambler de veu per reclutar Temblor per dur a terme les seves missions d'ecoterrorisme. Durant una missió d'aquest tipus, el mutagens "clorogen" de la planta cau sobre ella durant una batalla entre Temblor i Batman. Ella es desperta després en una ambulància i manifesta poders similars a les altres encarnacions, sobretot el control psiònic de les plantes, i la capacitat d'exhalar espores que controlen la ment quan fa un petó al objectiu desitjat. Gireu ràpidament els seus poders per continuar la seva carrera ecoterrorista i pren el nom de "Heura Metzinosa" abans de ser detingut per Batman i Batgirl. En la cinquena estrena de la temporada, es veu obligada a ajudar a Lex Luthor a prendre el control de Superman al utilitzar les espores que controlen la seva ment i lacar-les amb pols de kriptonita.
- Heura Metzinosa apareix a Batman: The Brave and the Bold, doblada per Jennifer Hale (a "Chill of the Night!") i per Vanessa Marshall (a "The Mask of Matches Malone!"). Abans de les seves aparicions en aquest programa, va ser esmentada a "Rise of the Blue Beetle!" en una conversa entre Jaime Reyes i Paco. A " Chill of the Night! ", Heura Metzinosa apareix entre altres vilans en una subhasta per a una arma supersònica detinguda pel traficant d'armes Joe Chill. Quan Chill demana protecció als vilans contra Batman i admet un paper en la creació del Dark Knight, Heura Metzinosa i els altres intenten matar a Chill, però Batman els deté. Heura Metzinosa després apareix al teaser de "The Mask of Matches Malone!". Ella i el seu exèrcit de marxades "Children Children" segresten Batman i tracta de seduir el Dark Knight fins a convertir-se en el seu rei. Després que Batman es negui, ordena als seus guardes que alimentin Batman d'una gegant Venus Flytrap. Abans que la criatura pugui consumir Batman, Black Orchid (disfressat de galliner) arriba al seu rescat. Black Orchid allibera Batman i tots dos treballen junts per derrotar Heura Metzinosa. També té un paper clau en l'obertura de "Crisi: 22.300 milles a la terra", en què està present al rostit de Batman. Heura Metzinosa després fa cameos a "Knights of Tomorrow", "Joker: The Vile i the Villainous" i "Mitefall".
- Heura Metzinosa apareix a la sèrie d'animació Young Justice, doblada per Alyssa Milano. Aquesta versió és membre de la Injustice League.[99] En l'episodi "Revelacions", Heura Metzinosa treballa amb els seus companys d'equip per crear una criatura vegetal massiva que ataca diverses ciutats del món, amb la intenció d'extortir un rescat pesat de les Nacions Unides. Robin i Miss Martian destrueixen la criatura amb èxit i els membres de la Lliga de la injustícia són aviat capturats per la Justice League.
- Heura Metzinosa apareix a Super Best Friends Forever. Es veu al segon curt d'animació "Time Waits for No Girl".
- Heura Metzinosa és representada com a membre de la Legion of Doom a Robot Chicken DC Comics Special 2: Villains in Paradise, en què va ser doblada per Clare Grant.

Heura Metzinosa apareix a la sèrie web DC Super Hero Girls, doblada per Tara Strong. És estudiant a Super Hero High.
- Heura Metzinosa apareix a Teen Titans Go!. Té una aparició cameo a l'episodi "The Titans Show" i torna més endavant a "Mo 'Money Mo' Problemes".
- Heura Metzinosa apareix en Justice League Action,[100] doblada per Natasha Leggero. A l'episodi "Garden of Evil", ella pren Swamp Thing en una cita cega per ajudar-la a vèncer a Gotham City amb les seves plantes monstruoses que van ser afectades pel sèrum que Harley Quinn els tira. Mentre Batman treballava en un antídot, Superman i Firestorm treballen per combatre la Cosa del Pantà mentre Vixen lluita contra Harley Quinn. Durant la lluita al lloc on es troben el casament de Heura Metzinosa i Swamp Thing, Superman i Firestorm lluiten tant per Heura Metzinosa com Swamp Thing fins que Batman arriba a dosificar Heura Metzinosa amb un producte químic que nega les seves habilitats. Després que les plantes monstruoses siguin retornades a la normalitat, Batman es prepara per endur-se Heura Metzinosa a Arkham Asylum.
- Heura Metzinosa apareixerà a Harley Quinn, presentat a' DC Universe, doblada per Lake Bell.[101]
- Heura Metzinosa apareix a la sèrie animada DC Super Hero Girls, doblada per Cristina Milizia.

## Cinema

### Acció en viu
- Uma Thurman va interpretar Heura Metzinosa a la pel·lícula de 1997 Batman & Robin. La doctora Pamela Isley és botànica que treballa en el projecte de preservació arbòria de Wayne Enterprises a Amèrica del Sud. Està experimentant amb Venom per crear criatures entre plantes amb animals capaços de lluitar contra les esquenes i protegir les plantes del món dels "estralls irreflexibles de l'home". Tanmateix, el seu col·lega major, el doctor Jason Woodrue, roba algunes de les seves mostres de Venom per tal de transformar un pres en Bane. Isely està indignada perquè s'hagi corromput la seva investigació i quan rebutja els avenços de Woodrue, intenta assassinar-la enviant-la a les prestatgeries que contenien Venom i altres substàncies químiques i substàncies químiques de plantes animals. Ella es transforma en un híbrid verinós d'humans i vegetals. Substituint la sang per l'àloe, la pell amb clorofil·la i es va omplir els llavis de verí, fent que el petó fos verinós. Mata a Woodrue fent-li un petó amb els seus llavis verinosos i es compromet a establir la supremacia botànica al món. S'uneix amb Bane i Mr. Freeze, i planeja congelar la Terra amb un canó de congelació gegant, que destruirà la raça humana i permetrà a les plantes mutants de Heura Metzinosa "sobrepassar el planeta". Ella assegura la cooperació de Freeze tirant del tap de la seva dona congelada criogènicament i convençent que Batman ho havia fet. Heura llavors atrau un Robin infatuat al seu amagatall del jardí i tracta de matar-lo amb un petó verinós; l'intent fracassa, però, ja que Robin s'havia recobert els llavis de goma. Una heura furiosa llança Robin al seu estany de lliri i atrapa a Batman a les seves vinyes, però són capaços d'alliberar-se quan Batgirl arriba inesperadament i atrapa la vilitat al seu propi tron floral. Després de Batman, Robin i Batgirl escriuen el pla dels vilans, Heura és empresonada a l'Archham Asylum amb una gelosa venjança com la seva companya de cel·la.[102]
- Heura Metzinosa apareixerà a la propera pel·lícula Gotham City Sirens.[103]

#### Animat
- Heura Metzinosa és un dels tants dolents desarrelats a Arkham pel Joker i Lex Luthor a Lego Batman: The Movie - DC Super Heroes Unite. Ella, juntament amb la resta de la galeria rogues, lluita amb Batman i Robin, però és recuperat abans d'escapar del terreny.
- La versió de la franquícia Batman: Arkham d'Heura Metzinosa fa aparició al cameo a Batman: Assault on Arkham. Quan el Joker allibera tots els interns de l'Asil, Heura va a l'hivernacle. Hi ha dos guàrdies i ella els acosta i els utilitza les vinyes. Més tard, fa un petó a guàrdies i reclusos amb el pintallavis per controlar la seva ment, per posseir altres interns per fer-ho i escapar d'Arkham.
- Heura Metzinosa apareix a Lego DC Comics Super Heroes: Justice League: Gotham City Breakout amb Vanessa Marshall representant el seu paper de Batman: The Brave and the Bold. Es troba entre els vilans que Superman ha sortit involuntàriament d'Arkham per Superman . Utilitza les seves feromones per paralitzar Superman, Wonder Woman i Cyborg. Va ser vista per última vegada cap al final de la pel·lícula robant una floristeria fins que Wonder Woman l'envia a Arkham.
- Heura Metzinosa apareix a The Lego Batman Movie, doblada per Riki Lindhome.[104] És membre de The Rogues, un equip dels principals supervil·lars de Gotham format pel Joker . Durant la batalla a la instal·lació de Gotham Energy, tracta de besar a Batman, només perquè Batman la bloqueixi amb alguns dels pingüins del Penguin, a qui continua besant i enverinant. Ella és enviada a Arkham Asylum amb la resta de Rogues després que el Joker obligui a tothom a endinsar-se. Després es reparteix per ajudar a Batman en derrotar el Joker, Harley Quinni l'exèrcit de vilans d'Uber. Arriben a tenir èxit i, en celebració, ella fa un petó a un home, que l'enverina accidentalment. Ella i els Rogues es reconcilien amb Joker i marxen, amb Batman donant-los un tret de sortida de 30 minuts.
- Heura Metzinosa apareix a Batman and Harley Quinn, doblada per Paget Brewster.[105] S'uneix amb Floronic Man per desencadenar un virus que convertirà tothom a la terra en híbrids de plantes humanes com Swamp Thing. Batman recluta la millor amiga d'Heura Harley Quinn per ajudar-la a rastrejar-la i evitar que cometi un error perillós que pot costar tota la vida a la Terra, fins i tot les plantes.
- La versió valenta i negreta de Heura Metzinosa apareix a Scooby-Doo! & Batman: The Brave and the Bold doblada per Tara Strong.
- Una versió d'època victoriana de Heura Metzinosa apareix a l'adaptació animada de Gotham by Gaslight, doblada per Kari Wuhrer. En aquesta versió, Heura és una ballarina exòtica i addicta a l'opi que va ser cuidada per Sor Leslie. És assassinada per Jack el Destripador després d'intentar seduir-lo d'una manera aleatòria.
- Heura Metzinosa apareix a la pel·lícula Lego DC Comics Super Heroes: The Flash, de nou doblada per Vanessa Marshall. Ella fa que les plantes vagin a menjar menjar als civils per tornar-los a menjar amanida quan Firestorm sembla que la deté i converteix les seves plantes en gelats. Malauradament, ella lluita enrere i el colpeja al gelat. Aleshores apareix Reverse-Flash, la engàbia i converteix les plantes en una desfilada flotant, convertint-la en el primer dels molts vilans que capta per guanyar-se el cor dels ciutadans.
- Una versió feudal japonesa de Heura Metzinosa apareix a la pel·lícula d'anime Batman Ninja,[106] doblada per Atsuko Tanaka i Tara Strong en japonès i anglès respectivament.[107][108]
- Heura Metzinosa apareix a Justice League vs. the Fatal Five. Es troba tancada a Arkham Asylum i s'escapa breument, juntament amb Harley. Els dos lluiten contra Batman i els guàrdies fins que són sotmesos. Ambdós van ser declarats per una Tara Strong no acreditada.
- Heura Metzinosa apareix a Batman vs. Teenage Mutant Ninja Turtles amb Tara Strong que reprèn el paper. A diferència dels còmics on es muta en un mantis que resa humanoide, es converteix en un monstre vegetal mutant. No obstant això, ella no pot lluitar contra Robin, Rafael i Miquel Àngel perquè té les arrels a terra i no pot arribar-hi.
- Heura Metzinosa apareixerà a Batman: Hush, doblada per Peyton List, representant el seu paper de Gotham.

### Videojocs
Heura Metzinosa ha aparegut en la majoria dels videojocs Batman al llarg dels anys. En la majoria d'aquests jocs, no lluita directament amb Batman i sol mirar-se en segon pla mentre Batman lluita contra un dels seus monstres vegetals. Va aparèixer com a cap en:
- Batman: The Animated Series per Game Boy
- The Adventures of Batman & Robin per Super NES.
- The Adventures of Batman & Robin per Sega CD.
- Batman: Chaos in Gotham
- Batman & Robin, l'adaptació dels videojocs de la pel·lícula.
- Batman Vengeance
- Batman: Dark Tomorrow[109][110] Apareix com a cap en el nivell de l'Asil Arkham, si Batman queda atrapat a les vinyes del seu monstre vegetal, el matarà amb el seu petó enverinat.
- Heura Metzinosa té dues aparicions cameo a Batman: Rise of Sin Tzu, primer com a al·lucinació induïda per l'Espantaocells, i després com a reclús pres de l'Arkham Asylum.
- A Batman: Gotham City Racer, el vehicle de Heura Metzinosa era jugable.

És capaç de saltar més alt que qualsevol altre personatge (una habilitat donada a tots els dolents femenins), augmentar la taxa de creixement de plantes determinades, bufar petons de verí de llarg abast i donar petons de verí a prop dels enemics que, al seu torn, cauen. a part
Heura Metzinosa apareix a DC Universe Online, doblada per Cyndi Williams. Es poden veure esbossos a la pàgina web oficial.
- Heura Metzinosa és un personatge jugable del joc multijugador en línia d'arena de batalla Infinite Crisis, amb Tasia Valenza reemprenent el seu paper de la sèrie Batman: Arkham.

#### Sèrie Lego DC
- Heura Metzinosa és un personatge jugable de Lego Batman: The Videogame amb els seus efectes sonors realitzats per Vanessa Marshall.[111] Les seves habilitats són el salt doble, la immunitat a les toxines, el petó verinós (que només funciona sobre els enemics just davant seu), fent que els guàrdies obrin portes amoroses (no control de la ment) i és l'únic personatge que pot fer plantes créixer. Treballa per a Enigma, i és el quart cap del Capítol 1 "La venjança d'Enigma". Apareix a la història d'herois just després de derrotar Two-Face, on ajuda a la fugida d'Enigma de Batman i Robin deixant caure una llavor just al seu davant i fent créixer una vinya gegant sota els seus peus, aixecant-la a un terrat on hi ha Heura Metzinosa. Al costat de la història d'Enigma, Enigma l'assigna a obtenir algunes llavors de vinya mutades dels Jardins Botànics. Tots dos intenten colar-se al davant del comissari Gordon. Tanmateix, Enigma aprèn la dura manera que trepitja flors la provoca i la fa cridar, posant l'atenció del comissari Gordon. Després d'obtenir les llavors, ella es queda amb les plantes i juga amb elles, inclòs abraçar un arbre i ficar-se caient flors vermelles que es formen en un cor, però no abans de donar-li les llavors a Enigma. Al costat de la història de Batman, el duo dinàmic la troba i deixa 3 llavors al terra; un d'ells creix en una planta minúscula que s'aparella com un gos cadell, però quan Robin s'hi apunta, es converteix en una planta gegant amb l'Hiedra de verí cavalcant dins d'ella, inicia la lluita dels caps. Les altres llavors també creixen plantes monstres, i escupen llavors que es converteixen en cabres de l'heura de Poison, i qualsevol dels herois ha d'atacar-los fins que es converteixin en peces de lego que necessiten utilitzar per construir bombes per fer explotar una de les plantes (però les explosions també poden ferir als herois) i Heura Metzinosa es trasllada a una altra. Després que la segona planta esclati, Heura Metzinosa no es mou a la tercera, però no es pot fer mal fins que aquesta esclata. Després que tots els seus objectes desapareguin, pot derrotar simplement atacant-la. Després de ser derrotada, sembla que està ferida, i Robin té compassió per ella i tracta de revisar-la. Malauradament, resulta ser un truc, i ella té un raig de flors de gas amb ell, cosa que el fa enamorar-se d'ella. Batman li llança un Batarang i intenta fer que Robin es pugui escapar del gas amorós (cosa que fa ell mateix quan persegueixen Enigma). Al final del cacen, es veu a Heura Metzinosa a la seva cèl·lula no es canviarà cap a la tercera, però no es pot fer malbé fins que esclata. Després que tots els seus objectes desapareguin, pot derrotar simplement atacant-la. Al final del cacen, es veu a Heura Metzinosa a la seva cel·la de l'Asil Arkham que cuida les plantes. És l'única cap femenina que no apareix com a miniboss.
- Heura Metzinosa apareix a Lego Batman 2: DC Super Heroes, doblada per Laura Bailey. En el tercer nivell, "Arkham Asylum Antics", recorre la Mole Machine de Bane juntament amb el Pingüí i el mateix Bane. Ella apareix com a cap opcional. Una vegada més, la lluita als jardins botànics. Abans de la baralla, ella bat la vinya i li diu: "És hora de passar-se verd".
- Heura Metzinosa apareix com un personatge jugable a Lego Batman 3: Beyond Gotham, doblada per Tara Strong. Apareix a les missions laterals al costat de Swamp Thing. Un trofeu a la versió de PlayStation 3, "Queens of Crime", requereix que el jugador estableixi tant personatges de joc lliure com ella i Harley Quinn. Aquest és també el primer i actualment únic joc de Lego Batman que no la presenta com a cap.
- Heura Metzinosa apareix a Lego Dimensions. Ha participat en el paquet d'aventura de The Lego Batman Movie com a segona cap. Tasia Valenza la torna a doblar.
- Heura Metzinosa apareix com a personatge principal i com a cap de Lego DC Super-Villains, amb Tasia Valenza  representant el seu paper de la sèrie Batman: Arkham series.[112]

#### Batman: Arkham
Heura Metzinosa apareix a la sèrie Batman: Arkham, doblada principalment per Tasia Valenza.
- Heura Metzinosa fa la seva primera aparició a Batman: Arkham Asylum. L'aspecte d'aquesta iteració es torna a convertir en una persona deessa nua, que portava només una camisa taronja i calces de fullatge i la seva aparença és més semblant a la planta de pell verda, amb creixents i fulles de vinya al cos. Ella actua com a penúltim cap. Ella apareix per primera vegada al centre penitenciari, suplicant que sigui alliberada de la seva cel·la perquè pugui ajudar els seus "nadons"; aparentment pot sentir el dolor que el doctor Young va infligir a les plantes de l'illa mentre creava un híbrid Venom-planta per crear el medicament Titan. Més tard és alliberada per Harley Quinn, després de les quals fa referència als jardins botànics. Batman després la segueix. Després de convèncer (per aixafar una de les seves vinyes quan intenta atacar), li diu a Batman que els motlles que creixen a la gespa de Killer Croc es poden utilitzar per crear un antídot de Titan. Després que Batman surti, el Joker arriba i dona a Heura Metzinosa una dosi doble de Titan, fent que les seves plantes broten a l'atzar i creixin a proporcions massives, causant estralls a l'illa i destruint el fortíssim Batcave en els sistemes de clavegueram. Quan Batman torna a detenir-la, Heura Metzinosa ataca amb projectils d'espores, guàrdies hipnotitzats i un enorme monstre vegetal mutat. Finalment, Batman la derrota, i després es pot tornar a la seva cel·la.
- Heura Metzinosa fa la seva següent aparició a Batman: Arkham City. El seu disseny segueix sent el mateix, tret d'una camisa de color carmesí. Ha residit en un hotel abandonat als districtes d'Arkham City, aïllant-se de la humanitat i confiant en matons seduïts amb toxines vegetals per a la seva protecció. Al final de la història del joc, Heura Metzinosa va formar una aliança tímida amb Catwoman a canvi d'un favor inusual després d'una breu brega. Ella promet suport de plantes mutades si Catwoman entrarà en Hugo Strange està molt custodiat amb la volta de TYGER i recupera una rara flor que es va apoderar d'ella després de l'encarcerament. Tot i que, després que el jugador hagi completat aquesta etapa amb èxit, Catwoman renuncia malament al seu acord destruint la planta en lloc d'intentar-se escapar. Heura Metzinosa s'equivoca en culpar a Strange per aquesta calamitat i, posteriorment, jura venjança a la ciutat de Gotham. La seva botiga de plantes que posseïa en la seva vida anterior també es pot ubicar a la ciutat d'Arkham, amb un propòsit real durant una de les missions de joc de Catwoman. Heura Metzinosa també apareix a Batman: Arkham City Lockdown, doblada per Amy Carle.
- Pamela Isley s'al·ludeix a Batman: Arkham OriginsSe li fa saber quan el jugador localitza una botiga de plantes propietat d'ella. Se suposa que encara ha sofert la seva transformació de Heura Metzinosa durant aquest període. El DLC "Cor fred fred" també hi feia al·lusió a través del seu DNI a la zona de registre de GothCorp.
- Heura Metzinosa apareix a Batman: Arkham Knight. El seu disseny ha estat alterat: els seus cabells llargs li han estat tallats i lligats per sobre del cap, ara la seva pigmentació és una tonalitat clara del color, donant-li un aspecte més humà. Originalment, com es va veure a la missió de la història de Harley Quinn, va ser empresonada per primera vegada a la comissaria de Blüdhaven, però aviat va ser rescatada quan Harley va combatre tot el departament de policia, així com Nightwing. Heura Metzinosa va assistir a Scarecrow trobant-se amb els altres vilans, però es va negar a unir-se. Com a resultat, l'Espantaocells la va fer fora i la va col·locar a la cambra de gas perquè tingués la nova Toxinina temible. Tot i això, Batman va fer fora els guàrdies i Heura Metzinosa es mostra immune a la toxina, permetent que Batman la porti a la cèl·lula d'aïllament del GCPD. Batman es veu obligat a treballar junt amb ella per aturar la por a la toxina de por a Scarecrow, ajudant-la a despertar dos arbres antics que feia temps que estaven latents. Ella ajuda a salvar la ciutat, però sacrifica la seva vida. Mor i es desintegra als braços de Batman després del seu últim acte de redempció, dient que "la natura ... sempre ... guanya". Més tard, en el joc es pot trobar una flor vermella al lloc de la seva mort.

#### SèrieInjustice
- S'al·ludeix a Heura Metzinosa a Injustice: Gods Among Us. Una de les seves plantes verinoses és un element interactiu a l'etapa de l'Asil d'Arkham. Heura Metzinosa es considera una targeta de suport jugable a la versió iOS del joc representada amb el seu aspecte New 52 i s'esmenta en diferents missions S.T.A.R. Labs.
- Heura Metzinosa apareix com un personatge jugable a Injustice 2, un cop més doblada per Tasia Valenza. En el mode d'història del joc, s'uneix a la Societat per fer-se càrrec del planeta, decebut que la reforma de Batman del Règim no fos ecològica. Lluita contra els seus companys Sirenes de Gotham City, Harley Quinn i Catwoman (o Cyborg en funció de qui triï el jugador). En el seu final únic jugador, Heura Metzinosa fa que Brainiac reculli totes les ciutats de la Terra, i després li fa un petó a Brainiac, matant a Coluan amb el seu verí. Després utilitza la vida vegetal de la Terra per governar el planeta.

### Varis
- Heura Metzinosa apareix a "The Flower Girl", una història de Batman Adventures vol. 2, # 16. A la història, Heura Metzinosa mor pels efectes de les seves pròpies toxines, i es dirigeix al doctor Holland, que practica la ciència en una casa rural remota. Ella advoca amb Holland per salvar-li la vida, però ell li explica que no hi pot fer res. Poc després, ella mor en els seus braços, i s'ensorra en una pila de plantes mortes. Pocs moments després, apareix una altra Pamela Isley, el disseny del personatge de la qual apareix a Batman: The Animated Series. Afirma que l'Heura va que va morir és una criatura vegetal que havia creat com a distracció per Batman, per tal de començar una nova vida.
- El personatge també va protagonitzar la minisèrie de còmics de tres números Harley i Heura, i va rebre la seva cançó de cigne a la sèrie de còmics The Batman Adventures, que conté històries sobre les aventures de Batman a la ciutat de Gotham després d'un descans de la Justice League.
- Heura Metzinosa està retratada per Jaime Lyn Beatty al web-musical, Holy Musical B@man! de StarKid Productions.